# 金炳始
金炳始（：／，1832年—1898年），字圣初，号蓉庵，本貫安東金氏，朝鮮王朝末期的文臣。谥忠文。父金应根，祖金明淳。

## 年表
- 1860年，出任弘文館校理。
- 1870年，被委為忠清道觀察使。
- 1878年，知三軍府事。
- 1879年，奎章閣提學、戶曹判書。
- 1884年7月，統理軍國衙門督弁利用軍國事務[1]，處理各國交涉事務。
- 1884年7月7日，為全權大使（督弁利用軍國事務），與K. I. Waeber一起締結朝俄修好通商條約。
- 1885年1月，擔任壬午事變之朝鮮政府側的調査委員。
- 1894年，東學黨與農民軍作亂。
- 1894年6月20日，被委為 領議政。同年6月24日 ，卸下領議政的職務。
- 1895年8月20日，發生明成皇后被殺害事件。
- 1896年1月7日，特進官金炳始疏略。
- 1896年2月，俄館播遷。
- 1896年2月11日至4月22日，擔任朝鮮王朝的内閣總理大臣[2]。

## 腳註
1. ↑  アジア歴史資料センター Ref.A03023654100 臨時代理公使島村久ヨリ朝鮮国統理衙門督弁其他更迭ノ近況報告
2. ↑  アジア歴史資料センター Ref.B03050313400